# Via Mandarina
Via Mandarina es el segundo álbum de estudio de La Pegatina. Lanzado en 2009 con la discográfica Kasba Music. Está disponible en descarga directa desde la página de la banda.

## Lista de canciones
1. "L'Encanteri" – 2:08
2. "Miranda" – 2:36
3. "Sun Bay" – 5:33
4. "Lo Ignoró" – 4:15
5. "Gat Rumberu" – 4:03
6. "Alosque" – 5:51
7. "A morriña" – 3:28
8. "Qué bonito es el amor!" – 4:02
9. "Mandarinas y Pomelos" – 3:32
10. "Lerei" – 3:40
11. "La Negra" – 3:55
12. "Los niños de la Renfe" – 2:41
13. "Minha Rua" – 4:48
14. "La Toalla (Bonus Track)" – 1:55